# Torre Abadal
La Torre Abadal és una masia de Sant Feliu de Llobregat (Baix Llobregat), declarada bé cultural d'interès nacional.

## Història
La torre de defensa és possiblement la torre que fou del difunt Sunyer, que el 998 Ènnec Bonfill donà, entre altres coses, a l'abat Odó de Sant Cugat a canvi del castell de Gelida. El 1234 Jaume I confirmà al monestir vallesà la dominicaturam de turre abbatiales Gallifa. A l'edat mitjana, era el centre d'un territori semiautònom, la Quadra Abadal, dins l'antiga parròquia de Santa Creu d'Olorda, entre el territori de Duïsme o Sant Pere del Romaní i Valldonzella i des del cim del puig d'Olorda fins al Llobregat.
El 1977, en uns camps de conreu al voltant de la torre, Llibert Piera hi va fer prospeccions superficials, i va trobar ceràmica ibèrica a la rodalia. El jaciment està documentat en el Catàleg de Sant Feliu de Llobregat del 1988, localitzant al peu de la torre fortificada restes de ceràmica d'època medieval, les quals fan suposar l'existència d'un assentament fins aleshores desconegut. També hi ha restes de ceràmica dels segles xvi-xvii al voltant de la font de Torre Abadal.

## Descripció
Tot i que la torre de defensa va ser construïda al segle x, la resta de cossos que conformen la masia són del segle xviii (1798). La torre és de planta rectangular, conservada en uns tres pisos d'alçada, i inclosa entre altres estances del mas, que és designat amb el mateix nom de la torre. Fou construïda amb un paredat de lloses i pedres irregulars, característic d'algunes construccions preromàniques i per l'exterior està arrebossada. Conserva una de les antigues finestres al pis més alt. Aquesta és d'arc de ferradura i té els brancals fets de les mateixes lloses de llicorella del paredat. El dovellatge és format per altres lloses, sense extradós ni regularitat, travades amb abundant morter.